# Красивое (Тамбовская область)
Красивое — село в Мичуринском районе Тамбовской области России. 
Входит в Красивский сельсовет. 

## География
Расположено на правом берегу реки Лесной Воронеж.

## История
Первоначально называлось Красивая Поляна. Основано в 1636-37 годах.

## Население
| 1989 | 2002 | 2010 |
| ---- | ---- | ---- |
| 680  | ↘668 | ↘611 |

Согласно результатам переписи 2002 года, в национальной структуре населения русские составляли 95 % от жителей.